# Смирнова, Александра Осиповна
Александра Осиповна Смирнова (6 [18] марта 1809, Одесса — 7 [19] июля 1882, Париж; урождённая Россет, известная также как Россети и Смирнова-Россет) — фрейлина русского императорского двора, мемуаристка, знакомая, подруга и собеседница А. С. Пушкина, В. А. Жуковского, М. Ю. Лермонтова, и в особенности Н. В. Гоголя.
Ей приписываются откровенные, подчас язвительные и не всегда достоверные воспоминания о жизни русского общества первой половины XIX века.

## Происхождение
Родилась в Малороссии, в большой одесской семье Осипа Ивановича, офицера царской армии, друга и дальнего родственника герцога Ришельё, и Надежды Ивановны Россет, урождённой Лорер. Олександра была старшей дочерью, имела четырёх братьев; по матери она доводилась племянницей декабриста и херсонского дворянина Николая Лорера. Братья Александры — Александр и Климентий Россеты — также принадлежали к окружению А. С. Пушкина, а брат Аркадий даже одно время ухаживал за А. Н. Гончаровой, свояченицей того, сделавшись в дальнейшем гражданским губернатором виленским и минским. 
Осип Иванович Россет в 1787 году был принят «из швейцарской нации на русскую службу», участвовал в русско-турецкой войне 1787—1791 годов, служа флигель-адъютантом штаба князя Г. Потемкина-Таврического, сподобился ордена Святого Георгия, с 1802 года — инспектор карантинного порта Одессы, коллежский советник, умер 11 декабря 1813 года. Мать вскоре вторично вышла замуж за И. К. Арнольди (1780—1850). Детей отдали на воспитание бабушке Екатерине Евсеевне Лорер (урождённой кн. Цициановой) в имение Громоклея под Николаевом, благодаря чему маленькая Александра познакомилась с украинской культурой, впоследствии утверждая, что «воспиталась на галушках и варениках, и как мне не мила Россия, а все же я не могу забыть ни степей, ни тех звездных ночей, ни крика перепелов, ни журавлей на крышах, ни песен малороссийских бурлаков... Все там лучше, чем на севере». И она, и её мать, и бабушка умели говаривать по-украински, сама А. Россет иногда именовала себя «хохлачкой» или «малороссиянкой».     
Позже дети учились в Петербурге: сыновья в Пажеском корпусе, Александра в Екатерининском институте.

## Биография
Ко времени окончания Екатерининского института Александра потеряла мать и бабушку. В 1826 году она стала фрейлиной вдовствующей императрицы Марии Фёдоровны, после её смерти в 1828 году — императрицы Александры Фёдоровны. Привлекательная, умная, с «острым язычком», одна из любимых фрейлин императрицы, «на короткой ноге» с Николаем Павловичем и его братом Михаилом, Россет тем не менее не ограничивала интересы придворной жизнью. Она дружила с дочерью Карамзина Софьей Николаевной и посещала салон её мачехи Е. А. Карамзиной — центр петербургской культурной жизни в 20-40-х годах XIX века.
В их доме Александра Осиповна познакомилась с А. И. Кошелевым, который страстно в неё влюбился и хотел жениться на ней. Но из-за её привязанности к большому свету и разных взглядов на будущее этот брак не состоялся. Круг поклонников и друзей Александры Осиповны составляли знаменитые писатели и поэты: Пушкин, В. Ф. Одоевский, П. А. Вяземский, Жуковский и многие другие.

Все мы, более или менее, были военнопленными красавицы; кто более или менее уязвленный, но все были задеты и тронуты. Кто-то из нас прозвал смуглую, южную, черноокую девицу Donna Sol — главною действующею личностью испанской драмы Гюго. Жуковский, который часто любит облекать поэтическую мысль выражением шуточным и удачно-пошлым, прозвал её «небесным дьяволёнком». Кто хвалил ее чёрные глаза, иногда улыбающиеся, иногда огнестрельные; кто — стройное и маленькое ушко, эту аристократическую женскую примету, как ручка и как ножка; кто любовался ее красивою и своеобразною миловидностью. Иной готов был, глядя на нее, вспомнить старые, вовсе незвучные, стихи Востокова и воскликнуть: «О, какая гармония В редкий сей ансамбль влита!»— «Старая записная книжка»
Незаурядная, много и серьёзно читающая, хорошо знающая русский язык (учителем русской словесности в Екатерининском институте был П. А. Плетнёв) и в то же время молодая красавица, остроумная и простая в общении, привлекала талантливых и известных людей. Материальное положение её в те годы было тяжёлым: Россеты не имели средств к существованию, так как их мать завещала отцовское имение своим детям от второго брака.

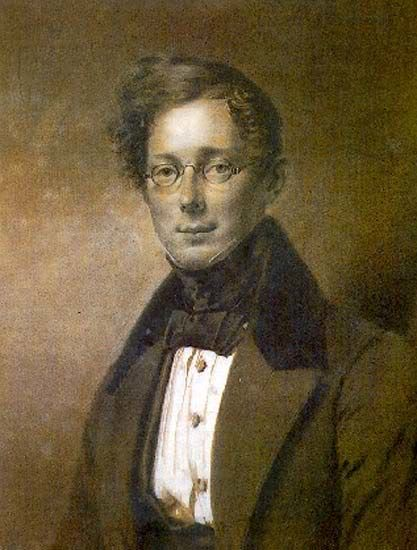
Н. М. Смирнов.
Художник Ф. Крюгер, 1835

11 января 1832 года бесприданница Александра вышла замуж за Николая Михайловича Смирнова (1807—1870), чиновника министерства иностранных дел, владельца подмосковной усадьбы Спасское. Венчание было в Петербурге в Придворном соборе в Зимнем дворце. Это была блестящая партия, и — брак по расчёту. Впоследствии Смирнова говорила, что любила мужа не более, чем дружески.
В 1833—1837 годах несколько раз выезжала за границу на лечение, жила в Берлине, Карлсбаде, Мариенбаде. К этому времени относится её знакомство с Н. Д. Киселёвым, перешедшее во взаимное увлечение.

Известие о гибели Пушкина застало Смирновых в Париже, где Николай Михайлович служил в русском посольстве. Из письма А. О. Смирновой П. А. Вяземскому:

Я также была здесь оскорблена, и глубоко оскорблена, как и вы, несправедливостью общества. А потому я о нем не говорю. Я молчу с теми, которые меня не понимают. Воспоминание о нем сохранится во мне недостижимым и чистым. Много вещей я имела бы вам сообщить о Пушкине, о людях и делах; но на словах, потому что я побаиваюсь письменных сообщений.

После смерти дочери Александры весной 1837 года Александра Осиповна покинула Париж и переехала во Флоренцию, потом в Дюссельдорф и, наконец, в Баден-Баден. Карьера мужа шла успешно, в 1843 году Смирнов стал церемониймейстером двора, и семья (у супругов уже было трое детей) возвратилась в Санкт-Петербург. В салоне Карамзиных Александра Осиповна познакомилась с М. Ю. Лермонтовым. В неоконченной повести «Штосс» Лермонтов вывел персонаж, который отождествляют со Смирновой:

Она была среднего роста, стройна, медленна и ленива в своих движениях; черные, длинные, чудесные волосы оттеняли ее молодое и правильное, но бледное лицо, и на этом лице сияла печать мысли. Лугин… часто бывал у Минской. Ее красота, редкий ум, оригинальный взгляд на вещи должны были произвести впечатление на человека с умом и воображением.

В 1842—1844 годах Смирнова с детьми снова уехала за границу: в Риме, Ницце она проводила время в обществе художника Иванова и Гоголя. С Гоголем они духовно и душевно близки:

Да благословит вас Бог! Вы, любезный друг, выискали душу мою, вы ей показали путь, этот путь так разукрасили, что другим идти не хочется и невозможно

 (А. О. Смирнова — Н. В. Гоголю).
В 1845 году Смирнова-Россет вместе с мужем переехала в Калугу, куда он был назначен губернатором.

В 1847-49 годах она жила за границей и в С.-Петербурге, затем в подмосковном имении Спасское, с 1855 вновь жила в С.Петербурге, с начала 1860-х годов постоянно жила за рубежом. В Париже она участвовала в светской и культурной жизни «столицы мира», посещала салоны Мицкевича, Свечиной, общалась с разными интересными людьми:

Здесь всё кипит, движенье и разноголосица во всех углах. Иезуиты, комюнисты, фурьеристы, славяне, да, и славяне! Все это толкует, кричит, спорит и сбивает друг друга с толку

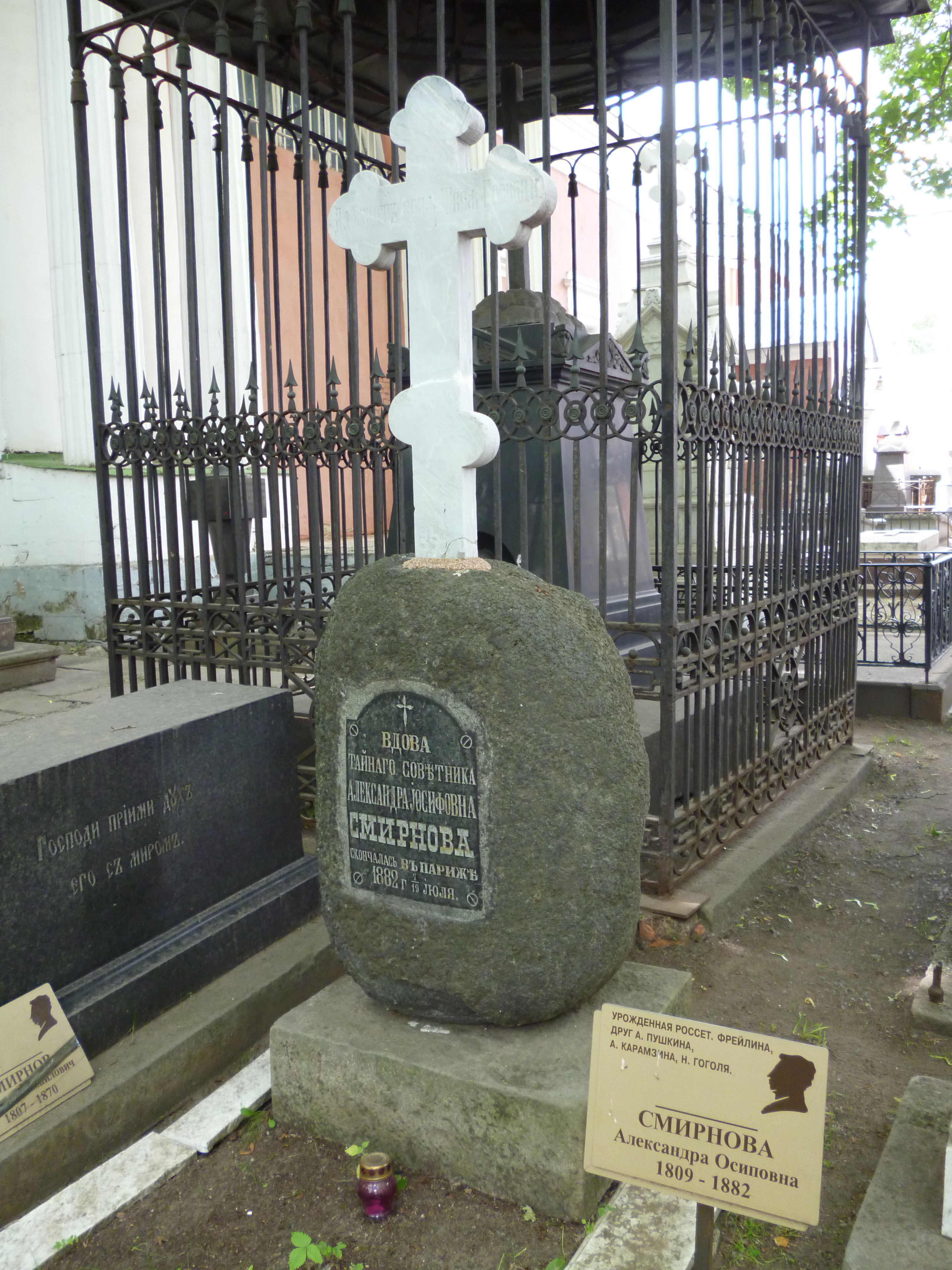
Могила Александры Смирновой

Умерла Александра Осиповна от воспаления легких в Париже, согласно завещанию похоронена в Москве в некрополе Донского монастыря.

## Дети
- мальчик, мертворождённый (окт., 1832)
- Александра Николаевна (18.06.1834 — 17.03.1837), близнец, умерла от кашля в Париже, похоронена на Пер-Лашез.
- Ольга Николаевна (18.06.1834 — 1893), крестница императрицы Александры Фёдоровны[9], фрейлина двора.

По поводу первых двух родов Смирновой Пушкин писал жене: «Смирнова родила благополучно, и вообрази: двоих. Какова бабенка, и каков красноглазый кролик Смирнов? — Первого ребёнка такого сделали, что не пролез, а теперь принуждены на двое разделить. Сегодня кажется девятый день — и слышно, мать и дети здоровы».
- Софья Николаевна (12.08.1836, Штутгарт — 25.09.1884), жена князя Андрея Васильевича Трубецкого (1822—1881).
- Надежда Николаевна (1840—1899), замужем (с 21.07.1865, Лондон) за Уильямом Сорреном.
- Михаил Николаевич (1847—1892), окончил Одесский университет, биолог; член Парижского антропологического общества и Венского общества зоологов и ботаников. Был женат на дочери тифлисского купца Тамамшева Елизавете Михайловне.

Дети
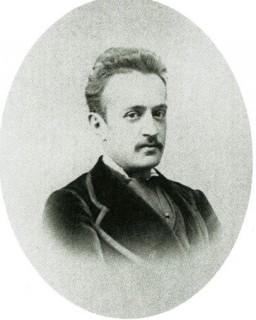
Михаил
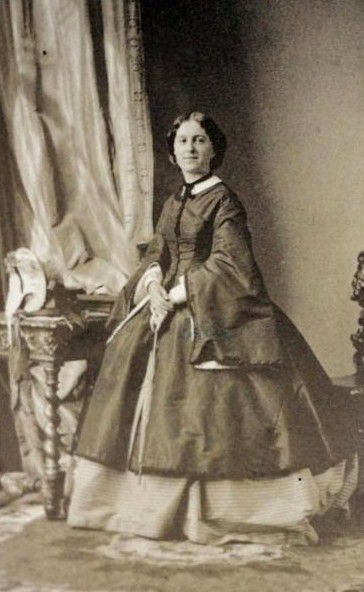
Ольга
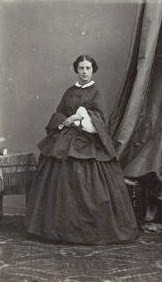
Софья
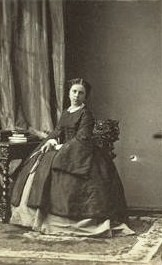
Надежда

## В литературе
- А. С. Пушкин:
  - В альбом А. О. Смирновой
  - Из записки к А. О. Россет
  - «Полюбуйтесь же вы, дети…»
- П. А. Вяземский:
  - Чёрные очи (Вяземский)
  - «И молча вы бы умницей прослыли…»
  - «Вы — Донна Соль, подчас и Донна Перец!..»

«К А. О. Россет-Смирновой (Жуковский)»
«Ей же» (Хомяков)
«Иностранка» (Хомяков)
«К А. О. Россет» (Хомяков)
«К*** (Благодарю тебя!)» (Хомяков)
«А. О. Смирновой-Россет» (Аксаков)
«К*** (Когда-то я порыв негодованья)» (Аксаков)
«А. О. Смирновой-Россет» (Лермонтов)
«Любил я очи голубые» (Туманский)
«Нет, вы не знаете её…» (Растопчина)
Также Смирновой-Россет был посвящён литературно-исторический очерк Андрея Борисовича Можаева «А. О. Смирнова-Россет — Муза русской литературы» и фильм, снятый по нему.
Л. Белова — «Александрина». В своём очерке автор пытается поддержать версию о последней любви Лермонтова предметом которой якобы являлась Смирнова-Россет.

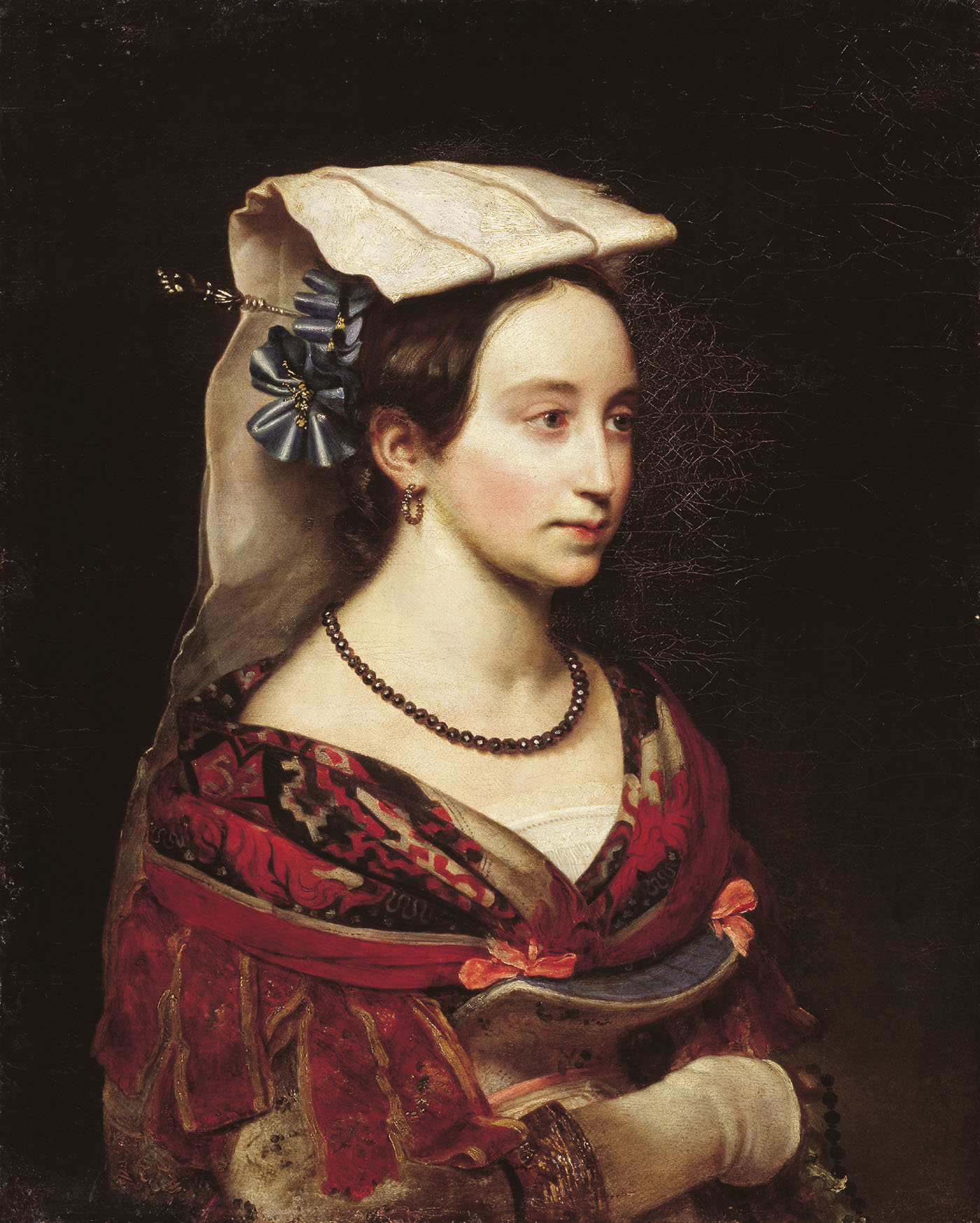
А. О. Смирнова,1830-е гг. Художник Кипренский О. А.
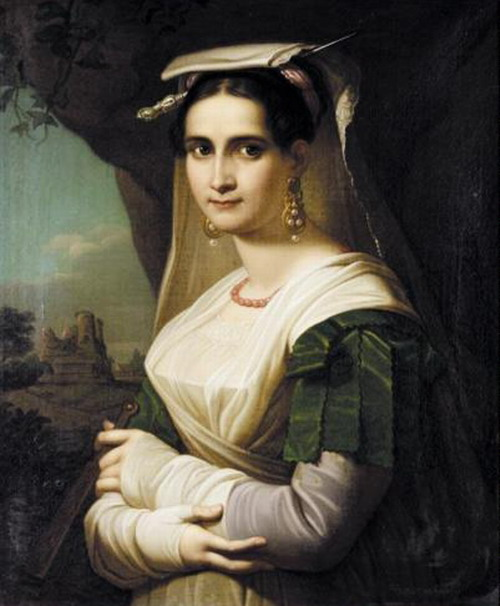
«Портрет А. О. Смирновой»,1837 г.
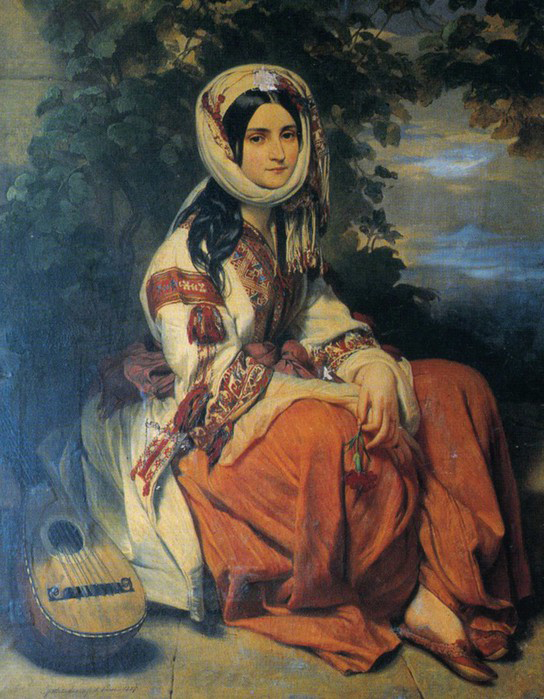
А. О. Смирнова,1837 г. Художник Винтерхальтер Ф. К.

## Воспоминания
Наряду с бесспорными мемуарами, дневниковыми записями от 1845 года и перепиской (впервые изданы в 1920-е и получили большую известность), под именем Смирновой-Россет в 1890-е годы её дочерью, Ольгой, также опубликованы «Записки», содержащие подробные, на нескольких страницах, монологи Пушкина, Жуковского и других.
Подозрения в их подлинности возникли ещё во время их публикации в 1893 году. «Записки» изучали В. Д. Спасович, В. В. Каллаш, оба они пришли к выводу, что они подложны. Анализ текста выявил существенные анахронизмы (например, Пушкин рассуждает о романах Дюма «Три мушкетёра» и Стендаля «Пармская обитель», написанных после его смерти) и совпадение некоторых идей с дневниками публикатора записок — дочери Россет, Ольги Николаевны Смирновой.
По-видимому, это отчасти фальсификация О. Н. Смирновой; если в её основе и лежат какие-то устные рассказы матери, то выявить их едва ли возможно. Сама Ольга Николаевна с одной стороны утверждала, что собрала разрозненные записи матери на разных языках, перевела их и систематизировала, с другой же, что «ничего не исправляла, ничего не изменяла». Многие исследователи указывают, что на «Записках» лежит отпечаток личности Ольги Николаевны и что «Записки» по стилю резко отличаются от подлинных воспоминаний Александры Осиповны.
Мнения же о подлинности «Записок» высказывали Д. С. Мережковский, В. В. Сиповский, А. О. Андреевич и В. А. Розов.